# Foursquare Swarm
Foursquare Swarm ist eine Mobile App und ein standortbezogener Dienst von Foursquare, der es registrierten Benutzern ermöglicht, sich mit Freunden zu verbinden und ihren aktuellen Standort bekanntzugeben. Für jeden Check-In werden Punkte verliehen, und der Nutzer kann seinen aktuellen Standort auf den sozialen Netzwerken X und Facebook veröffentlichen. Der Dienst ist in 14 Sprachen verfügbar.
Swarm wird ab Anfang 2025 die bisherige City Guide-App von Foursquare ablösen, die zum 15. Dezember 2024 eingestellt werden wird.

## Funktionen
Benutzer können sich über eine Mobile App an Standorten „einchecken“. Die App ist für Android und iOS verfügbar. Hält ein Benutzer die meisten Check-Ins an einem Standort, so wird er zum Mayor (Bürgermeister) des Standorts.
Gelegentlich erhält der Benutzer Sticker (früher Badges) als Abzeichen für besondere Check-Ins. Die Anforderungen, um diese Abzeichen zu erhalten, sind je nach Abzeichen unterschiedlich, so gibt es beispielsweise Abzeichen für besonders häufiges Besuchen eines Standortes, regelmäßige Besuche oder einmalige Besuche an besonderen Standorten.

## Geschichte und Entwicklung
Als Spin-off und Begleit-App von Foursquare wurde Swarm am 5. Mai 2014 für Apples iOS und Googles Android und am 13. August 2014 für Windows Phone 8.1 veröffentlicht. Im Juli 2014 verzeichnete die Anwendung 2,1 Millionen Nutzer (Mobile Unique Users), im August waren es bereits 2,9 Millionen Nutzer.
Am 3. Oktober 2015 registrierte die App über sieben Millionen Check-Ins an diesem Tag, was die meisten Check-Ins in der Geschichte von Foursquare und Swarm an einem Tag darstellte.